# My Little Baby
My Little Baby (en hangul, 마이 리틀 베이비; romanización revisada, Mai liteul beibi) es una Serie de Televisión surcoreana, protagonizada por Oh Ji-ho, Lee Soo-kyung, Kim Min-jae y Nam Ji-hyun. El primer episodio se emitió el 5 de marzo de 2016 por MBC.

## Reparto

### Reparto principal
- Oh Ji-ho como Cha Jung Han.
- Lee Soo-kyung como Han Ye Seul.
- Kim Min Jae como Yoon Min.
- Nam Ji-hyun como Han So Yoon.

### Reparto de apoyo

#### Comunidad de fuego
- Jung Soo-young como Jo Ji-Young.
- Go Soo-hee como Kang Yoon-Sook.
- Joo Sae-byuk como Kim Bo-Mi.

### Otros
- Yoo Na-rand como Seo Eun-Ae.
- Hong Eun-taek como Kim Hoon-Goo.
- Jang Hee-soo como Ma Jung-Soon.
- Tae Hang-ho como Seo Jang-Hoon.
- Kim Sung-gi como Han Sa-Jang.
- Seo Woo-jin (secundario).
- Oh Han-kyul como Chan Yul (찬율).